# Podrid (Foča-Ustikolina, BiH)
Podrid je naseljeno mjesto u općini Foči-Ustikolini, Federacija BiH, BiH. 
Godine 1962. pripojen je naselju Podgrađu  (Sl. list NRBiH 47/62).

## Stanovništvo
| Narod     | Popis 1961. |
| --------- | ----------- |
| Hrvati    |             |
| Muslimani |             |
| Srbi      | 111         |
| ostali    |             |
| Ukupno    | 111         |